# Chajew-Kolonia
Chajew-Kolonia – kolonia w Polsce położona w województwie łódzkim, w powiecie sieradzkim, w gminie Brąszewice.
| SIMC    | Nazwa      | Rodzaj        |
| ------- | ---------- | ------------- |
| 1041099 | Kazimierów | część kolonii |
| 1041136 | Święte     | część kolonii |

W latach 1975–1998 miejscowość administracyjnie należała do województwa sieradzkiego.